# Боднар Петро Степанович
Петро́ Степа́нович Бо́днар (нар. 10 липня 1976, с. Панка Сторожинецький район, Чернівецька область — пом. 28 червня 2014, село Карпівка, Слов'янський район, Донецька область) — солдат Збройних сил України, десантник, старший навідник 95-ї окремої Житомирської аеромобільної бригади за мобілізацією.

## Життєпис
Народився 1976 року в селі Панка на Буковині, у багатодітній родині. Мати виховала п'ятьох дітей. Коли працювала верстатницею у Сторожинецькому держспецлісгоспі агропромислового комплексу, Петро почав їй допомагати та після закінчення школи влаштувався замість матері на посаду рамника та налагоджувача обладнання. Здобув середню спеціальну освіту за фахом механіка. Після строкової військової служби повернувся до лісгоспу, де працював понад 10 років. Любив лагодити техніку, автомобілі, щось майструвати з дерева та заліза. Разом із братом, за пропозицією художника Анатолія Гайдамаки, долучався до побудови храму Святителя Миколи Чудотворця в селі Малоріченське у Криму.
У зв'язку з російською збройною агресією проти України мобілізований на захист Батьківщини. Напередодні тривалий час був на заробітках у Москві і збирався знову туди їхати, але отримавши повістку, вже на другий день проходив військові навчання в Чернівцях. Направлений у військову частину в Житомир, звідти — у Миколаївську область і на Донбас.
Солдат, старший навідник мінометного взводу мінометної батареї 2-го аеромобільно-десантного батальйону 95-ї окремої аеромобільної бригади, в/ч А0281, м. Житомир.
Останнім часом у складі мінометного розрахунку ніс службу на блокпостах біля Слов'янська — у Семенівці та Карпівці.
Дружина не знала, що відпускає чоловіка на війну. Їй сказали, що він їде на навчання — спочатку на десять днів, потім — на сорок п'ять. І так Петро Боднар протримався у гарячій точці три місяці. Мав їхати у відпустку, але залишився, бо на фронті не вистачало людей для заміни.

## Обставини загибелі
28 червня 2014-го о 14:45 загинув від осколкових поранень під час мінометного обстрілу блокпоста на північно-східній околиці Слов'янська в районі придорожного комплексу на БЗС (бензозаправній станції), — поблизу села Карпівка. Тоді ж загинули сержант Олександр Закусіло та молодший сержант Леонід Ординський, ще четверо зазнали поранень.
Ввечері 1 липня тіло доставили в аеропорт «Чернівці». 2 липня провести земляка в останню дорогу зібралося все село. Всім селом допомагали родині ховати Героя, небайдужі односельці зібрали для сім'ї загиблого фінансову допомогу.

## Сім'я
Залишились мати Марія Михайлівна, брати й сестри, дружина Юлія та 1,5-річна донька Анастасія.

## Нагороди та вшанування
14 березня 2015 — за особисту мужність і високий професіоналізм, виявлені у захисті державного суверенітету та територіальної цілісності України, відзначений — нагороджений орденом «За мужність» III ступеня (посмертно).
У Сторожинці на пам'ятній дошці Героям Підгір'я, що біля нового пам'ятника Т. Г. Шевченку, розміщено портрет Петра Боднаря.
4 травня 2016 у селі Панка на фасаді НВК встановлено меморіальну дошку на честь випускника школи.
6 жовтня 2017 у Слов'янську, на місці загибелі трьох десантників 95-ї бригади в районі БЗС встановлено пам'ятний знак.
Недержавна медаль «За визволення Слов'янська» (посмертно).